# Rhynchium usambaraense
Rhynchium usambaraense är en stekelart som beskrevs av Cameron 1910. Rhynchium usambaraense ingår i släktet Rhynchium och familjen Eumenidae. Inga underarter finns listade i Catalogue of Life.